# Onnia
Onnia is een geslacht van uitgestorven trilobieten, dat leefde van het Midden- tot Laat-Ordovicium.

## Beschrijving
Deze 3 cm lange trilobiet was in verhouding tot zijn lengte tamelijk breed. De bolle kop met het vrij grote cephalon werd omgeven door een rand vol putjes, geplaatst in een voor dit geslacht kenmerkende regelmaat. Het korte borststuk bevatte 6 smalle segmenten, het driehoekige staartstuk was niet gegroefd. De smalle centrale as reikte nagenoeg tot de rand. Dit geslacht groef gangen net onder de oppervlakte van de zeebodem.